# 브레혀 헤이넌
브레혀 헤이넌(Bregje Heinen, 1992년 3월 5일 ~ )은 네덜란드의 모델이다.